# (9994) Grotius
(9994) Grotius (4028 P-L) – planetoida z pasa głównego asteroid okrążająca Słońce w ciągu 4,16 lat w średniej odległości 2,58 j.a. Odkryta 24 września 1960 roku.